# Vinchina megye
Vinchina egy megye Argentína északnyugati részén, La Rioja tartományban. Székhelye Villa San José de Vinchina.

## Népesség
A megye népessége a közelmúltban a következőképpen változott:
| Év   | Lakosság |
| ---- | -------- |
| 2001 | 2751     |
| 2010 | 2731     |